# Vecāķi
Vecāķi est un voisinage du district du Nord  à Riga en Lettonie.

## Géographie
Vecāķi voisine les quartiers de Trīsciems, Vecdaugava et Mangaļsala, ainsi que les quartiers des paroisses de Carnikavas du comté d'Ādažu au nord-est. 
La superficie de Vecāķi est de 2,303 km2.
La longueur du périmètre du quartier est de 7 436 mètres.

## Transports
- Bus: 	 24